# Wilson Isidor
Wilson Isidor (Rennes, 27 augustus 2000) is een Frans voetballer met Haïtiaanse roots die onder contract ligt bij AS Monaco.

## Clubcarrière
Isidor genoot zijn jeugdopleiding bij SC Le Rheu en Stade Rennais. In het seizoen 2017/18 speelde hij vier wedstrijden voor het B-elftal van Stade Rennais in de Championnat National 2. In juni 2018 stapte hij over AS Monaco, waar hij in het seizoen 2018/19 naast zestien wedstrijden voor het B-elftal in de Championnat National 2 ook drie officiële wedstrijden in het eerste elftal speelde: op 11 november 2018 liet trainer Thierry Henry hem op de dertiende competitiespeeldag tegen Paris Saint-Germain in de 49e minuut invallen voor Jordi Mboula, en ook in de bekerwedstrijden tegen Canet Roussillon FC (Coupe de France) en Stade Rennais (Coupe de la Ligue) mocht hij invallen van Henry.
In het seizoen 2019/20 leende de club hem uit aan derdeklasser Stade Lavallois. Daar maakte hij in dertien competitiewedstrijden één doelpunt. Isidor scoorde dat seizoen ook drie doelpunten voor het B-elftal van de club in de Championnat National 3. In het seizoen 2020/21 werd hij opnieuw uitgeleend, ditmaal aan derdeklasser FC Bastia-Borgo. Isidor scoorde dat seizoen zestien competitiedoelpunten voor de club uit Corsica. Hij eindigde zo tweede in de topschuttersstand, na Andrew Jung van US Quevilly-Rouen Métropole.
In het seizoen 2021/22 kreeg Isidor na zijn goede seizoen bij Bastia-Borgo opnieuw een kans bij AS Monaco. Op 25 augustus 2021 maakte hij zijn Europese debuut door tijdens de Champions League-kwalificatiewedstrijd tegen Shaktar Donetsk in de 77e minuut in te vallen. Monaco sleepte verlengingen uit de brand tegen de Oekraïners nadat het de heenwedstrijd met 0-1 had verloren, maar moest uiteindelijk toch het onderspit delven. In de Europa League-groepsfase liet trainer Niko Kovač hem tweemaal opdraven, telkens tegen SK Sturm Graz.

## Clubstatistieken
| Seizoen         | Club                | Land               | Competitie             | Competitie | Competitie | Beker | Beker | Supercup | Supercup | Europees | Europees | Totaal | Totaal |
| Seizoen         | Club                | Land               | Competitie             | Wed.       | Dlp.       | Wed.  | Dlp.  | Wed.     | Dlp.     | Wed.     | Dlp.     | Wed.   | Dlp.   |
| --------------- | ------------------- | ------------------ | ---------------------- | ---------- | ---------- | ----- | ----- | -------- | -------- | -------- | -------- | ------ | ------ |
| 2017/18         | Stade Rennais B     | Vlag van Frankrijk | Championnat National 2 | 4          | 0          | —     | —     | —        | —        | —        | —        | 4      | 0      |
| 2018/19         | AS Monaco B         | Vlag van Monaco    | Championnat National 2 | 16         | 3          | —     | —     | —        | —        | —        | —        | 16     | 3      |
| 2018/19         | AS Monaco           | Vlag van Monaco    | Ligue 1                | 1          | 0          | 2     | 0     | 0        | 0        | 0        | 0        | 3      | 0      |
| 2019/20         | AS Monaco B         | Vlag van Monaco    | Championnat National 2 | 2          | 1          | —     | —     | —        | —        | —        | —        | 2      | 1      |
| 2019/20         | → Stade Lavallois   | Vlag van Frankrijk | Championnat National   | 14         | 1          | 0     | 0     | —        | —        | —        | —        | 14     | 1      |
| 2019/20         | → Stade Lavallois B | Vlag van Frankrijk | Championnat National 3 | 4          | 3          | —     | —     | —        | —        | —        | —        | 4      | 3      |
| 2020/21         | → FC Bastia-Borgo   | Vlag van Frankrijk | Championnat National   | 29         | 16         | 0     | 0     | —        | —        | —        | —        | 29     | 16     |
| 2021/22         | AS Monaco B         | Vlag van Monaco    | Championnat National 2 | 3          | 1          | —     | —     | —        | —        | —        | —        | 3      | 1      |
| 2021/22         | AS Monaco           | Vlag van Monaco    | Ligue 1                | 4          | 0          | 2     | 0     | —        | —        | 3        | 0        | 9      | 0      |
| Carrière totaal | Carrière totaal     | Carrière totaal    | Carrière totaal        | 77         | 25         | 4     | 0     | 0        | 0        | 3        | 0        | 84     | 25     |

Bijgewerkt op 3 januari 2022.

## Interlandcarrière
Isidor nam in 2017 met Frankrijk –17 deel aan het EK –17 in Kroatië en het WK –17 in India. Op het WK scoorde hij in de groepswedstrijden tegen Nieuw-Caledonië en Honduras. Met Frankrijk –19 nam hij in 2019 deel aan het EK –19 in Armenië. Hier scoorde hij in de tweede groepswedstrijd tegen Ierland.